# Грб Барајева
Грб општине Барајево је симбол београдске општине Барајево. Грб је постојан у три нивоа, као Основни, Средњи и Велики. Грб општине је уједно и грб места Барајева, њеног средишта.

## Блазон
Грб градске општине Барајево користи се у три нивоа — као основни, средњи и велики грб. Одлуком Скупштине општине Барајево, овај симбол општине је дефинисан на следећи начин:

### Основни грб
Блазон Основног грба:
| „ | Штит раздељен, горе у плавом квадратно испражњени крст чије краке формирају по три златна житна класа док у простору између кракова по две лисне влати међусобно образују иницијал имена Богородице, а доле у сребру између четири црвена оцила, 2+2, златном стрелом у чело рањена одсечена црна глава дивљег вепра црвеног језика и оружана златно. | ” |

### Средњи грб
Блазон Средњег грба:
| „ | Средњи грб је истоветан Основном грбу, али је штит надвишен сребрном бедемском круном са три видљива мерлона. Испод штита исписан је назив места и општине. | ” |

### Велики грб
Блазон Великог грба гласи:
| „ | Основни грб надвишен сребрном бедемском круном са три видљива мерлона. Држачи штита су два природна петла, уз које стоје у тло пободена и златом окована копља стегова опшивених златним ресама, и то десно Београда, а лево Титулара. Постамент је травом обрастао брежуљкаст предео са две стене на којима стоје петлови. Испод штита исписан је назив места и општине. | ” |

## Употреба
Употреба грба је прописана „Одлуком о употреби и заштити грба и стега општине и места Барајево” коју је 30. јула 2004. донела Скупштина општине Барајево.

## Историја
Грб градске општине Барајево је, као и у случају већине осталих београдских општина, настао у ренесансном периоду хералдике на територији Београда који је трајао од 1993. до 2006. године, када су готово све градске општине усвојиле или обновиле своје грбове. Званична Одлука Скупштине општине о грбу је донета 30. јула 2004. године. Грб је постојан у три нивоа, у складу са српском праксом у територијалној хералдици. Творац идејно-ликовног решења за грб је Српско хералдичко друштво Бели орао., а аутор ликовног решења је хералдичар Драгомир Ацовић.
Претходно грбу који је донесен 2004. и који је данас у употреби, општина Барајево је за своје обележје имала псеудохералдички амблем. Стварање и употреба овог амблема је, као и код сличних пандана у другим београдским општинама, почела крајем 60-их година 20. века када градске општине почињу да се угледају на већ постојећу праксу самосталних општина у централној Србији и усвајају нехералдичне симболичке композиције, које су по правилу називане „амблемима”. Правно-формална подлога за овакву праксу је најчешће била статутарна одредба да „Општина има свој амблем”. Тако је и општина Барајево добила свој амблем. Заједнички именитељ свим амблемима, укључујући и барајевском је, да је реч о ахисторичним композицијама, оптерећених идеолошким садржајем и третираним као ликовни, а касније дизајнерски проблем. Пошто су смишљани са идејом за персоналну употребу — као значка на реверу или плакета, и пошто нису били замишљени да надиђу ликовни и графички тренутак у којем су настали, убрзо су се стопили са већином других комерцијалних логотипа, постали ефемерни и временом пали у заборав.

### Књиге и чланци
- Ацовић, Драгомир М. (2000). Грбови града Београда. Београд: Српска књижевна задруга.
- Ацовић, Драгомир М. (2008). Хералдика и Срби. Београд: Завод за уџбенике.  152135692
- Перић, Марко (2019). Грбови Београда и београдских општина ; [каталог изложбе]. Београд: Историјски архив Београда, (Београд : Зламен).  281650700

### Правна регулатива
- „Статут градске општине Барајево (пречишћен текст)” (PDF). Службени лист града Београда 30/10. 8. 9. 2010. стр. 18—30.
- „Одлука о грбу и стегу општине и места Барајево” (PDF). Службени лист града Београда 17/04. 4. 8. 2004. стр. 885—886.
- „Одлука о употреби и заштити грба и стега општине и места Барајево” (PDF). Службени лист града Београда 17/04. 4. 8. 2004. стр. 886—889.